# 9 d'agost
El 9 d'agost és el dos-cents vint-i-unè dia de l'any del calendari gregorià i el dos-cents vint-i-dosè en els anys de traspàs. Queden 144 dies per finalitzar l'any.

## Esdeveniments
Països Catalans
- 1713 - Barcelona: Antoni Berenguer, diputat militar de la Generalitat, aconsegueix de trencar el bloqueig naval de la ciutat al que la sotmetien els exèrcits de Felip V de Castella.
- 1835 - Ripoll: Saqueig i destrucció del monestir i de tot el patrimoni històric, polític i cultural que contenia, incloent-hi les tombes dels primers comtes catalans.
- 1936- Carretera de Tortosa a Barcelona: Són assassinats els polítics ampostins Joan Palau i Miralles i el seu fill Joan Palau i Mayor.
- 1992 - Barcelona: Es clausuren els Jocs Olímpics de la XXV olimpíada.

Resta del món
- 1757 - Lake George (Nova York) (estat de Nova York, EUA): els anglesos es rendeixen després de la batalla de Fort William Henry i posteriorment els aliats indis dels francesos els van massacrar, durant la Guerra Franco-Índia.
- 1780 - Oceà Atlàntic (entre les Açores i el Cap de São Vicente: l'armada espanyola guanya la batalla del cap de Santa Maria en el context de la Guerra d'Independència dels Estats Units.
- 1814 - Estats Units: El president Andrew Jackson obliga als creek a signar el Tractat de Fort Jackson després de la derrota en la Guerra Creek.
- 1945 - Nagasaki (Japó): un bombarder B-29 (batejat Bock's Car) de l'exèrcit dels Estats Units llença la segona bomba atòmica (Fat Man) sobre la ciutat provocant 40.000 morts i 60.000 ferits.
- 1969 - Beverly Hills (EUA): La família de Charles Manson entra a la finca de Roman Polanski i assassina la seva dona Sharon Tate i 5 persones més.
- 2004 - Japó: un accident a la Central Nuclear de Mihama provoca cinc morts i deu ferits.

## Naixements
Països Catalans
- 1930 - 
  - Santa Fe de Segarra: Carme Balcells i Segalà, agent literària catalana (m. 2015).[1]
  - Barcelona: Anna Ricci, mezzosoprano catalana que es dedicà al cant, la recuperació de la lírica antiga i l'ensenyament (m. 2001).[2]
- 1931 - Mataró: Genís Samper i Triedu fou un religiós escolapi i pedagog català.
- 1952 - Lleida: Àngel Ros i Domingo, polític català, paer en cap de Lleida.
- 1953 - Solsona: Ramon-Àngel Davins i Agnès (Pinxo), pintor.
- 1980 - Vilafranca de Penedès: Núria Cabanillas, gimnasta rítmica, tricampiona del món i medalla d'or als Jocs Olímpics de 1996.[3]
- 1982 - Mollet del Vallès: Anna Simon i Marí és una periodista i presentadora de televisió catalana.[4]
- 1984 - Barcelona: Gerard Esteva i Viladecans actualment és el president de la Unió de Federacions Esportives de Catalunya i del Comitè Olímpic Català.
- 1985 - Barcelona: Esther Morales i Fernández, nedadora catalana resident a Mallorca, medallista paralímpica.[5]
- 1990 - València: Ana Amo Ramada, futbolista valenciana.[6]
- 1992 - Palma, Mallorca: María España Almendro, jugadora mallorquina de bàsquet.[7]

Resta del món
- 1739 - Figline Valdarno: Lorenzo Pignotti, escriptor de faules italià.
- 1861 - San Francisco: Dorothea Klumpke, astrònoma estatunidenca (m. 1942).[8]
- 1867 - Castell d'Inverlochy, Escòcia: Evelina Haverfield, sufragista britànica (m. 1920).[9]
- 1872 - Nové Mesto nad Váhom: Vilma Glücklich, activista feminista, promotora de reformes educatives i pacifista (m. 1927).[10]
- 1875 - Birmingham, Anglaterra: Albert William Ketèlbey, compositor, pianista i director d'orquestra anglès (m. 1959).
- 1878 - 
  - Enniscorthy, comtat de Wexford, Irlandaː Eileen Gray, dissenyadora de mobles, d'interiors i arquitecta (m. 1976).[11]
  - Wernigerode, Alemanya: Paul Renner, tipògraf alemany (m. 1956).
- 1892 - Sirkazi (Tamil Nadu, actual Índia): Shiyali Ranganathan, bibliotecari hindú, creador de la Colon Classification i l'anàlisi de facetes en documentació (m. 1972).
- 1896 - Neuchâtel, Suïssa: Jean Piaget, psicòleg experimental, filòsof i biòleg suís.
- 1897 - Chillán, Regió del Bío-Bío, Xile: Marta Brunet, escriptora xilena (m. 1967).[12]
- 1899 - 
  - Maryborough, Queensland: Pamela Lyndon Travers, escriptora, actriu i periodista australiana, creadora de Mary Poppins.[13]
  - Nova York, Estats Units: Paul Kelly, actor estatunidenc.
- 1907 - Madridː Ángeles Gasset, pedagoga i professora espanyola (m. 2005).[14]
- 1911 - Pittsburgh, Pennsilvània (EUA): William Alfred Fowler, físic nord-americà, Premi Nobel de Física de l'any 1983 (m. 1995).[15]
- 1913 - Cadis: Mercedes Formica, jurista, novel·lista i assagista espanyola que lluità pels drets de la dona a Espanya (m. 2002).[16]
- 1914 - Hèlsinki: Tove Jansson, escriptora, pintora i il·lustradora finesa d'idioma suec.[17]
- 1919 - La Grange, Illinois: Leona Woods, física nuclear americana (m. 1986).[18]
- 1920 - Nova York: Marjorie Hyams, música de jazz estatunidenca, vibrafonista, pianista, bateria i arranjadora musical (m. 2012).[19]
- 1927 - Westhougton, Lancashire, Anglaterra: Robert Shaw, actor, guionista i escriptor anglès.[20]
- 1933 - Saragossa: Alfons Comín, enginyer industrial, polític i publicista català (m. 1980).
- 1945 - Cookham Dene, Berckshire, Anglaterra: Posy Simmonds, autora de còmics anglesa.[21]
- 1953 - Troyes (França): Jean Tirole, economista francès, Premi Nobel d'Economia de l'any 2014.[22]
- 1957 - Nova York (Estats Units): Melanie Griffith és una actriu de cinema nord-americana.
- 1959 - Odessa: Maria Guleghina, cantant d'òpera (soprano) soviètica i russa, lligada al repertori operístic italià.[23]
- 1961 - Auckland, Nova Zelanda: John Key, polític neozelandès i Primer Ministre de Nova Zelanda des del 2008.
- 1963 - Newark: Whitney Houston, cantant nord-americana (m. 2012).[24]
- 1971 - Alep, Síria: Carolin Tahhan Fachakh, monja siriana, Premi Internacional Dona Coratge 2017.[25]
- 1972 - Carolina del Príncipe, Colòmbia: Juanes, és un cantant colombià.
- 1974 - Ålesund: Cecilie Skog, aventurera noruega, alpinista extrema, exploradora polar.[26]
- 1980 - París: Lolita Séchan, escriptora francesa, autora especialment de contes infantils i d'escenaris de còmics.[27]

## Necrològiques
Països Catalans
- 1862 - Barcelona: Lutgarda Mas i Mateu, religiosa, fundadora de les Religioses Mercedàries Missioneres.
- 2010 - València (L'Horta): José María López Piñero, historiador de la ciència especialista en Història de la Medicina (n. 1933).
- 2013 - Barcelona: Carme Aguadé i Cortés, pintora catalana (n. 1920).[28]

Resta del món
- 117 - Selinunt (Cilícia): Trajà, emperador romà (n. 53).
- 803 - Constantinoble: Irene (Εἰρήνη), emperadriu romana d'Orient, promotora del Concili de Nicea (n. 752).[29]
- 1516 - 's-Hertogenbosch: Hieronymus Bosch, pintor i dibuixant neerlandès.
- 1912 - Salamanca: Càndida Maria de Jesús, religiosa basca, fundadora de les Filles de Jesús (n. 1845).[30]
- 1919 - Montecatini Terme, Pistoia, Itàlia: Ruggero Leoncavallo, compositor d'òpera i llibretista italià (n. 1857).
- 1942 - Auschwitz: Edith Stein, filòsofa alemanya, santa i copatrona d'Europa (n. 1891).[31]
- 1955 - Nova York (EUA): Henry E. Bliss, bibliotecari, creador de la Bibliographic classification (n. 1870).
- 1960 - Oyster Bay, Estat de Nova York: Evelyn Pierce, actriu cinematogràfica estatunidenca (n. 1908).[32]
- 1962 - Montagnola, Suïssa: Hermann Hesse, escriptor i filòsof suís, Premi Nobel de Literatura l'any 1946.[33]
- 1969:
  - Beverly Hills, Califòrnia: Sharon Tate, actriu i muller del director Roman Polanski.
  - Bellano, Lombardia (Itàlia): Cecil Frank Powell, físic anglès, Premi Nobel de Física de l'any 1950 (n. 1903).[34]
- 1975 - Moscou, URSS: Dmitri Xostakóvitx, compositor rus (n. 1906).[35]
- 1996 - Trieste: Marisa Madieri, professora i escriptora italiana (n. 1938).[36]
- 2021 - Thousand Oaks: Patricia Hitchcock, actriu anglesa, filla de Hitchcock i d'Alma Reville.[37]
- 2023
  - Quito: Fernando Villavicencio, Polític i periodista equatorià (n. 1963).
  - Belgrad: Aleksandar Matanović, Jugador d'escacs serbi (n. 1930).

## Festes i commemoracions
- Dia Internacional de les Poblacions Indígenes

### Santoral[38]

#### Església Catòlica[39]
- Sants al Martirologi romà (2011): Romà l'Ostiari, màrtir (258); Nateu d'Achonry, abat (s. IV); Fedlimin de Kilmore, bisbe (s. VI); Màrtirs de Constantinoble (ca. 729); Falc de Palena, eremita (segle xiv); Cándida María de Jesús, fundadora de les jesuïtines (1912); Teresa Beneta de la Creu o Edith Stein, màrtir (1942).
  - Beats: Joan de Salerno, monjo (1242); Joan de Fermo, monjo (1322); Richard Bere, prevere màrtir (1537); Claude Richard, monjo màrtir (1794); Ceferino Giménez Malla, màrtir gitano; Faustino Oteiza i Florentino Felipe, màrtirs (1936); Florentino Asensio Barroso, bisbe de Barbastre, màrtir (1936); José María Garrigues Hernández, prevere màrtir (1936); Guillermo Plaza Hernández, sacerdot màrtir (1936); Rubén López Aguilar, Luis Ayala Niño, José Velázquez Peláez, Alfonso Antonio Ramírez Salazar, Gabriel Maya Gutiérrez, Ramón Ramírez Zuluaga, Luis Modesto Páez Perdono, monjos màrtirs (1936).
- Sants no presents al Martirologi: Firm i Rústic de Verona, màrtirs (ca. 290); Secundià, Marcel·lià i Verià, màrtirs (s. III-IV); Auctor de Metz, bisbe; Domicià de Châlons-sur-Marne, bisbe; Hathumar de Paderborn, bisbe (815); Maurili de Rouen, bisbe (1063).
- Beats no presents al Martirologi: Leone Bembo, bisbe (1188); Giovanni Olini, prevere (1300); John Felton, màrtir (1570); Franz Jägerstätter, laic màrtir (1943).
- Servents de Déu Miquel Serra i Sucarrats, bisbe de Sogorb i 4 companys màrtirs a la Vall d'Uixó (1936).

#### Església Copta
- 3 Mesori: Aprim d'Alexandria, patriarca (106); Simeó l'Estilita, eremita.

#### Església Ortodoxa (segons el calendari julià)
- Se celebren els corresponents al 22 d'agost del calendari gregorià.

#### Església Ortodoxa (segons el calendari gregorià)
Corresponen als sants del 27 de juliol del calendari julià.
- Sants: Pantaleó de Nicomèdia, màrtir (305); 853 Màrtirs de Tràcia; Antusa de Mantinea i companyes, abadessa (759); Climent d'Ocrida, bisbe (916), Angelar, Gorazd, Sabas i Naüm d'Ocrida, deixebles de Ciril i Metodi (s. X); Nikolai Kotxanov, foll per Crist (1392); Joasaf de Moscou, metropolità (1555); Cristòdul, màrtir (1777); Hermann d'Alaska (1837); Pulquèria de Viatka (1890); Ambròs, Plató i Pantalemó de Sarapul, màrtirs (1918); Ivan, prevere màrtir (1941); Manuel, monjo.

#### Església Evangèlica d'Alemanya
- Adam Reusner, poeta (1582); Edith Stein, màrtir (1942).

#### Esglésies anglicanes
- Mary Sumner, fundadora (1921).